# Championnats du monde de cyclisme sur route 1926
Navigation
Apeldoorn 1925 Nürburgring 1927
Les championnats du monde de cyclisme sur route 1926 ont eu lieu le 29 juillet 1926 à Milan en Italie.

## Déroulement
Comme depuis 1921, une seule épreuve ouverte aux amateurs est au programme, les professionnels n'étant pas assez nombreux à l'époque pour avoir leur course.
La course est tracée sur 183 kilomètres. Le champion du monde est le Français Octave Dayen, âgé de 20 ans. Il s'impose devant son compatriote Jules Merviel à une moyenne de 32,7 kilomètres par l'heure. 32 coureurs ont terminé la course.

## Résultats
| Épreuves :                          | Or                  | Or                 | Argent               | Argent | Bronze               | Bronze |
| Amateurs                            |                     |                    |                      |        |                      |        |
| Hommes - amateurs - course en ligne | Octave Dayen France | en 5 h 57 min 00 s | Jules Merviel France | ?      | Pierre Polano Italie | ?      |

## Tableau des médailles
| Rang  | Nation | Or | Argent | Bronze | Total |
| ----- | ------ | -- | ------ | ------ | ----- |
| 1     | France | 1  | 1      | 0      | 2     |
| 2     | Italie | 0  | 0      | 1      | 1     |
| Total | Total  | 1  | 1      | 1      | 3     |